# Order Słońca Peru
Order Słońca Peru lub Order Słońca (hiszp. Orden El Sol del Perú, ang. Order of the Sun) – najwyższe peruwiańskie odznaczenie cywilne i wojskowe przyznawane za zasługi na rzecz Peru. Jest to najstarszy order w Ameryce Południowej.

## Historia
Order został ustanowiony 8 października 1821 z rozkazu generała Joségo de San Martína, po zdobyciu Limy, dla specjalnie zasłużonych w walkach o uzyskanie niepodległości Peru. Po czterech latach zaprzestano jego nadawania. Order przywrócono dekretem prezydenta Peru Augusta Bernardina Leguíi y Salcedo 14 kwietnia 1921 z okazji setnej rocznicy proklamowania niepodległości.
Order występuje w pięciu klasach:
- Krzyż Wielki
- Wielki Oficer
- Komandor
- Oficer
- Kawaler

| Baretki Orderu Słońca Peru | Baretki Orderu Słońca Peru | Baretki Orderu Słońca Peru | Baretki Orderu Słońca Peru | Baretki Orderu Słońca Peru |
| -------------------------- | -------------------------- | -------------------------- | -------------------------- | -------------------------- |
| Krzyż Wielki               | Wielki Oficer              | Komandor                   | Oficer                     | Kawaler                    |

## Odznaczeni

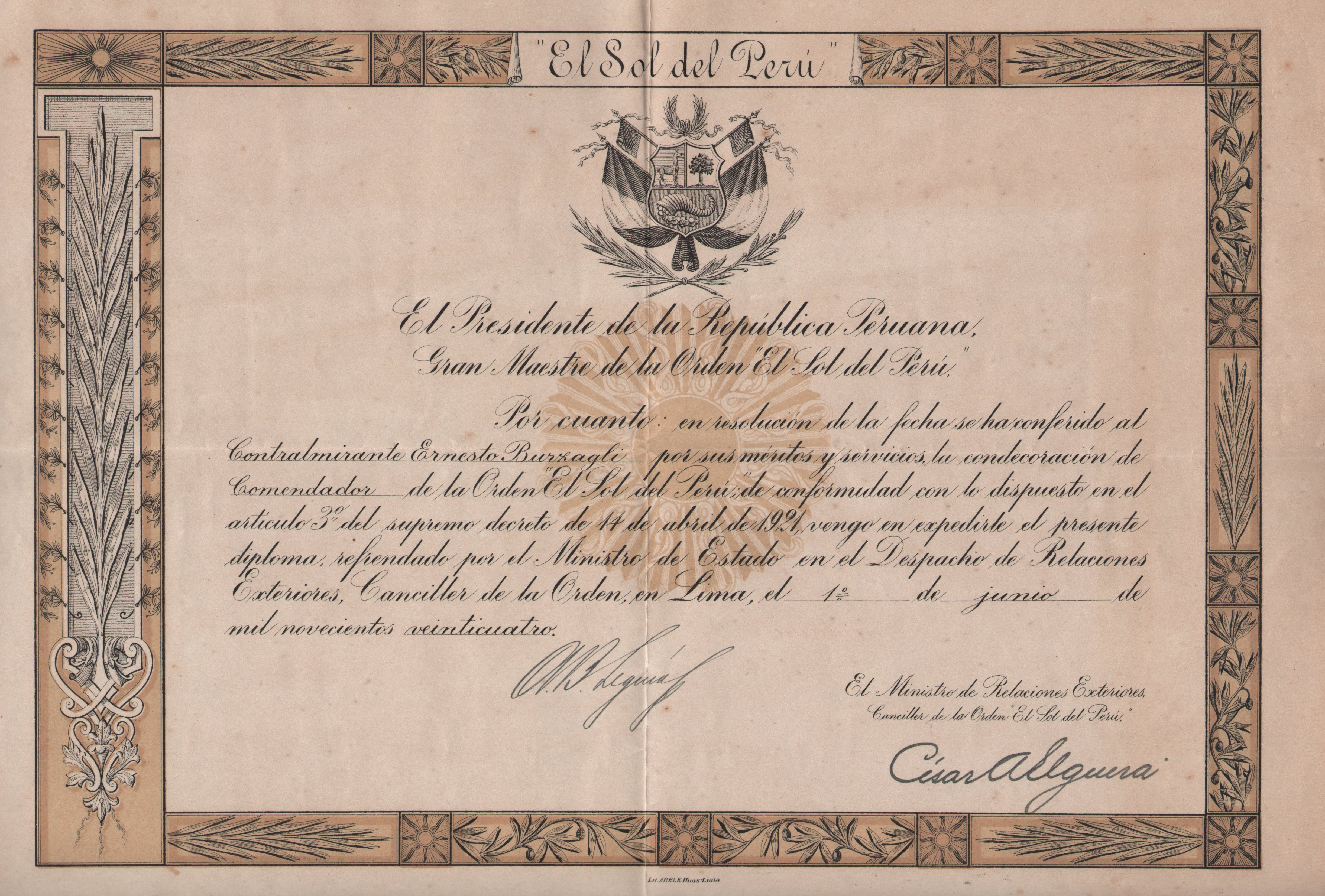
Akt nadania orderu z 1926

Lista wybranych osób uhonorowanych Orderem Słońca Peru
- Akihito – cesarz Japonii
- Jorge Luis Borges – argentyński pisarz, poeta i eseista
- Juan Diego Flórez – peruwiański śpiewak operowy
- Willy Brandt – kanclerz Niemiec
- Elżbieta II – królowa Wielkiej Brytanii
- Haile Selassie I – cesarz Etiopii
- Thor Heyerdahl – norweski odkrywca i podróżnik
- Angela Merkel – kanclerz Niemiec
- Robert Nünlist – komendant papieskiej Gwardii Szwajcarskiej
- Jeorios Andreas Papandreu – grecki polityk
- John Pershing – amerykański generał United States Army
- Bolesław Polak – ambasador PRL w Limie w latach 80.
- László Sólyom – prezydent Węgier[1]
- Zbigniew Strzałkowski i Michał Tomaszek – polscy duchowni zamordowani w 1991 przez terrorystów[2]
- Walentina Tierieszkowa – radziecka kosmonautka
- Donald Tusk – Prezes Rady Ministrów RP (2008)
- Dmitrij Miedwiediew – prezydent Federacji Rosyjskiej (2008)
- Leonid Breżniew – przywódca ZSRR